# Станіславський трамвай
Станиславівський трамвай — трамвайна система, яку планували спорудити у Станиславові наприкінці 19 століття — на початку 20 століття.

## Історія
Влітку 1894 року у місті виник проєкт бензомоторного трамвая. Однак після обговорень було вирішено будувати кінний трамвай. 1896 року остаточно зупинилися на електричному трамваї.
Проєктні роботи виконала фірма «Сіменс і Гальске». 1908 року було затверджено маршрути. Основна лінія мала проходити від залізничного вокзалу теперішніми вулицями Вовчинецькою, Грушевського та Незалежності (де мало йти перше відгалуження до залізничного віадуку). Далі лінія прямувала Вічевим майданом, де мало бути ще одне розгалуження: одна мала йти вул. Галицькою до парку Воїнів-Інтернаціоналістів, інша — вулицями Мазепи, Січових Стрільців, Чорновола та парку ім. Шевченка.
Усі ці плани перекреслила Перша світова війна, і надалі до проєкту трамвая у Станиславові вже не поверталися.